# ディーター・ラーザー
ディーター・ラーザー（Dieter Laser,  1942年2月17日 - 2020年2月29日）は、ドイツ出身の俳優である。

## 来歴
1942年、ドイツキールに生まれる。1968年に映画デビューを果たして以来、ドイツ国内の映画やテレビドラマなどへ出演してキャリアを重ねてきた。英語も堪能なことから、ドイツのみならずイギリスなど他国の映画へも出演しているほか、これまで出演してきた作品の中ではバート・ランカスターやジョン・マルコヴィッチなどといったアメリカ人俳優とも共演している。近年では、トム・シックス監督のホラー映画『ムカデ人間』への出演で知られる。同作品は過激なストーリーとショッキングな描写も相まって、当初劇場公開されていなかった日本でもネット上で話題を呼び公開に至った経緯がある。
2020年2月29日に78歳で亡くなった。同年4月28日には、追悼企画として『ムカデ人間』シリーズの「同時再生祭り」が行われた。

## 出演作品

### 映画
- Im Dickicht der Städte (1968) ※テレビ映画
- Der Rückfall (1969) ※テレビ映画
- Die Mutter (1971) ※テレビ映画
- Desaster (1973) ※テレビ映画
- John Glückstadt (1975)
- カタリーナ・ブルームの失われた名誉 Die verlorene Ehre der Katharina Blum (1975)[5]
- Die Elixiere des Teufels (1976)
- 地獄のライト・スタッフ Operation Ganymed (1977)
- Deutschland im Herbst (1978)
- ガラスの独房 Die gläserne Zelle (1978)
- Väter und Söhne　(1978) ※テレビ映画
- Die Geburtstagsfeier (1978) ※テレビ映画
- Don Quichottes Kinder (1981) ※テレビ映画
- Kennwort Schmetterling (1981) ※テレビ映画
- The Man Inside (1990)
- ミーティング・ヴィーナス Meeting Venus (1991)
- カスパー・ハウザー Kaspar Hauser (1993)
- Conversation with the Beast (1996)
- 魔王 Der Unhold (1996)
- ギュンター・グラス/女ねずみ Die Rättin (1997)
- 上海1937 Shanghai 1937 (1997)
- Crazy Moon (1997) ※テレビ映画
- Recycled (2000)
- Suck My Dick (2001)
- Führer Ex (2002)
- ビタースウィート Große Mädchen weinen nicht (2002)[5]
- Die 8. Todsünde: Das Toskana-Karussell (2002)
- バルティック・ストーム Baltic Storm (2003)
- もうひとりの女 Ich bin die Andere (2006)
- ムカデ人間 The Human Centipede (First Sequence) (2009)[5]
- ムカデ人間3 The Human Centipede III (Final Sequence) (2015)[5]
- ノベンバー November (2017)[5]

### テレビシリーズ
- Das blaue Palais (1974, 1976)
- 愛と野望のドイツ家 Väter und Söhne - Eine deutsche Tragödie (1986)
- Wolffs Revier (1995)
- Lexx (1998 - 2000)

## 参照
1. ↑  RIP DIETER LASER: HUMAN CENTIPEDE ACTOR HAS PASSED AWAY
2. ↑  [R.I.P. ‘The Human Centipede’ Star Dieter Laser Has Passed Away]
3. 1 2 3  Inc, Natasha (2020年4月17日). “こんなときこそ“つながろう”、「ムカデ人間」同時再生祭り開催”. 映画ナタリー. 2020年8月2日閲覧。
4. 1 2  “Dieter Laser Biography”. 2014年7月26日閲覧。
5. 1 2 3 4 5 6  倉本拓弥 (2020年4月10日). “『ムカデ人間』ハイター博士役ディーター・ラーザーさん死去”. シネマトゥデイ. 2020年8月2日閲覧。